# Джиперс Кріперс: Відроджений
«Джиперс Кріперс: Відроджений» (англ. Jeepers Creepers: Reborn) — фільм жахів режисера Тімо Вуоренсола. Четвертий фільм у франшизі «Джиперс Кріперс», прем'єра якого відбулася у 2022 році.

## Сюжет
Події фільму розгортаються відразу ж після закінчення другого
фільму, де нам показали що Кріперу залишилося спати близько 2-х днів.
У самому ж фільмі події будуть проходити під час фестивалю «Horror Hound» в Луїзіані, де збираються сотні гиків, фріків та відданих фанатів жахів. Серед них фанат Чейз і його подруга Лейн, які починають відчувати незрозумілі передчуття і тривожні бачення, пов'язані з минулим цього міста. У міру того, як фестиваль наближається і просочені кров'ю розваги переростають в безумство, Лейн вважає, що було покликане щось неземне, і що вона знаходиться в центрі всього, що відбувається .

## Виробництво

### Зйомки
Четвертий фільм в серії був написаний під назвою «Відроджений» Шон-Майклом Арго як перша частина нової трилогії, яка відокремить його від трьох оригінальних фільмів, написаних і знятих Віктором Сальвою . Зйомки почалися під час всесвітньої пандемії коронавірусної інфекції COVID-19 в жовтні 2020 року, коли протягом трьох днів в Джексоні, штат Луїзіана, де були зроблені зовнішні знімки американського пейзажу на місці і в студії Orwo перед переїздом знімальної групи в Сполучене Королівство. Через пандемію зйомки у Великій Британії розділили на два етапи. Перший розпочався 23 листопада 2020 року в Black Hangar Studios і завершився в наступному місяці 19 грудня. Після короткої різдвяної перерви другий блок зйомок почався в січні 2021 року і завершився в лютому через вісім днів.